# Eperua venosa
Eperua venosa är en ärtväxtart som beskrevs av John Macqueen Cowan. Eperua venosa ingår i släktet Eperua och familjen ärtväxter. Inga underarter finns listade i Catalogue of Life.